# På liv och död (TV-serie)
På liv och död (originaltitel: Rescue 911) är en amerikansk dramadokumentärserie som visades mellan 18 april 1989 och 27 augusti 1996, med William Shatner som programledare.
TV-serien visar i rekonstruktioner av verkliga händelser, där poliser, brandmän och räddningspersonal utför stora som små räddningsauktioner. Inslagen i programmet bygger på autentiska samtal till larmcentralerna i USA.

## Svenska versionen
En svensk version, med titeln På liv och död, sändes ursprungligen 2003 i TV-kanalen TV4 Plus (nuvarande Sjuan) i 30 avsnitt. Programledare är brandmannen Glenn Borgkvist, även känd som sångare i Brandsta City Släckers. Inslagen bygger på autentiska samtal som inkommit till larmcentralerna i både Sverige och USA.